# Poroszló vasútállomás
Poroszló vasútállomás egy Heves vármegyei vasútállomás, Poroszló településen, a MÁV üzemeltetésében. A település belterületének legészakibb részén található, közúti elérését a 3301-es útból kiágazó 33 302-es számú, rövidke mellékút teszi lehetővé.

## Vasútvonalak
Az állomást az alábbi vasútvonalak érintik:
- Debrecen–Füzesabony-vasútvonal

## Kapcsolódó állomások
A vasútállomáshoz az alábbi állomások vannak a legközelebb:
- Tiszafüred vasútállomás (Debrecen–Füzesabony-vasútvonal)
- Kétútköz megállóhely (Debrecen–Füzesabony-vasútvonal)

## Forgalom
| Járat               | Útvonal | Gyakoriság                        |
| ------------------- | --- | --------------------------------- |
| személyvonat        | Debrecen – Tócóvölgy – Kismacs – Macs Ipari Park mh. – Nagyhát – Balmazújváros – Kónya – Hortobágy – Hortobágyi Halastó – Ohat-Pusztakócs – Egyek – Tiszafüred – Poroszló – (Kétútköz –) Egerfarmos – Mezőtárkány – Füzesabony | 2 óránként                        |
| személyvonat        | Egyek – Tiszafüred – Poroszló – Egerfarmos – Mezőtárkány – Füzesabony | Napi 2 pár                        |
| Tisza-tó sebesvonat | Budapest-Keleti – Gödöllő – Hatvan – Füzesabony – Poroszló – Tiszafüred – Egyek – Hortobágyi Halastó – Hortobágy – Balmazújváros                                                                                               | Hétvégén 1 pár, nyáron napi 1 pár |

## Megközelítése
Az állomás a település belterületének legészakibb részén helyezkedik el, közúti megközelítését a Borsodivánkára vezető 3301-es útból kiágazó 33 302-es számú mellékút teszi lehetővé.